# Came Home
Came Home, född 29 mars 1999, död 28 juli 2021, var ett engelskt fullblod, mest känd för att ha segrat i Pacific Classic Stakes (2002) och Santa Anita Derby (2002).

## Karriär
Came Home var en mörkbrun hingst efter Gone West och under Nice Assay (efter Clever Trick). Han föddes upp av John Toffan och ägdes av John Toffan & Trudy McCaffery och senare av W. S. Farish III & John Goodman. Han tränades under tävlingskarriären av J. Paco Gonzalez.
Came Home tävlade mellan 2001 och 2002 och sprang in totalt 1 835 940 dollar på 12 starter, varav 9 segrar. Han tog karriärens största segrar i Pacific Classic Stakes (2002) och Santa Anita Derby (2002). Han segrade även i Hopeful Stakes (2001), Hollywood Juvenile Championship (2001), San Vicente Stakes (2002), Swaps Stakes (2002), San Rafael Stakes (2002) och Affirmed Handicap (2002)

### Som avelshingst
Came Home stallades inledningsvis upp som avelshingst på Lane's End Farm i Lexington, Kentucky, men skickades till Japans Shizunai Stallion Station 2008. Came Home avled av kolik den 8 juli 2021 i Japan.